# Valiha

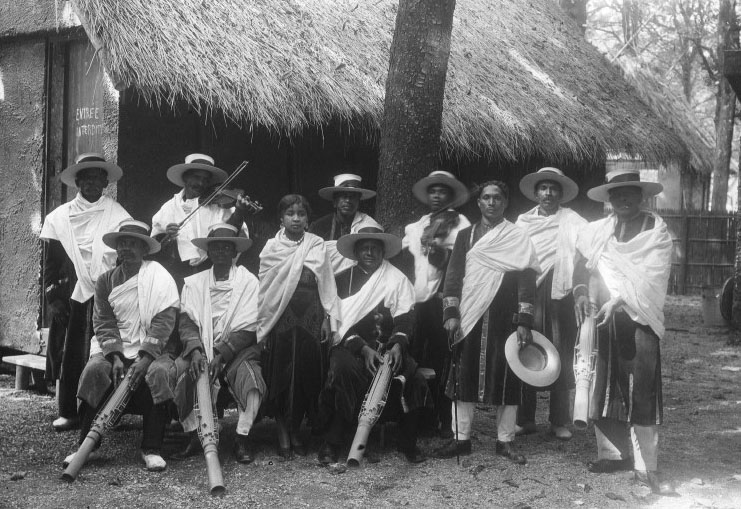
Valiha-Orchester aus Madagaskar, vor 1931

Valiha ist eine Bambusröhrenzither auf der Insel Madagaskar. Die valiha gilt als das Nationalinstrument des Landes und wird hauptsächlich zur Unterhaltung und ferner bei Ritualen gespielt, die für Besessenheit auslösende Geister (tromba) veranstaltet werden.

## Bauform und Spielweise

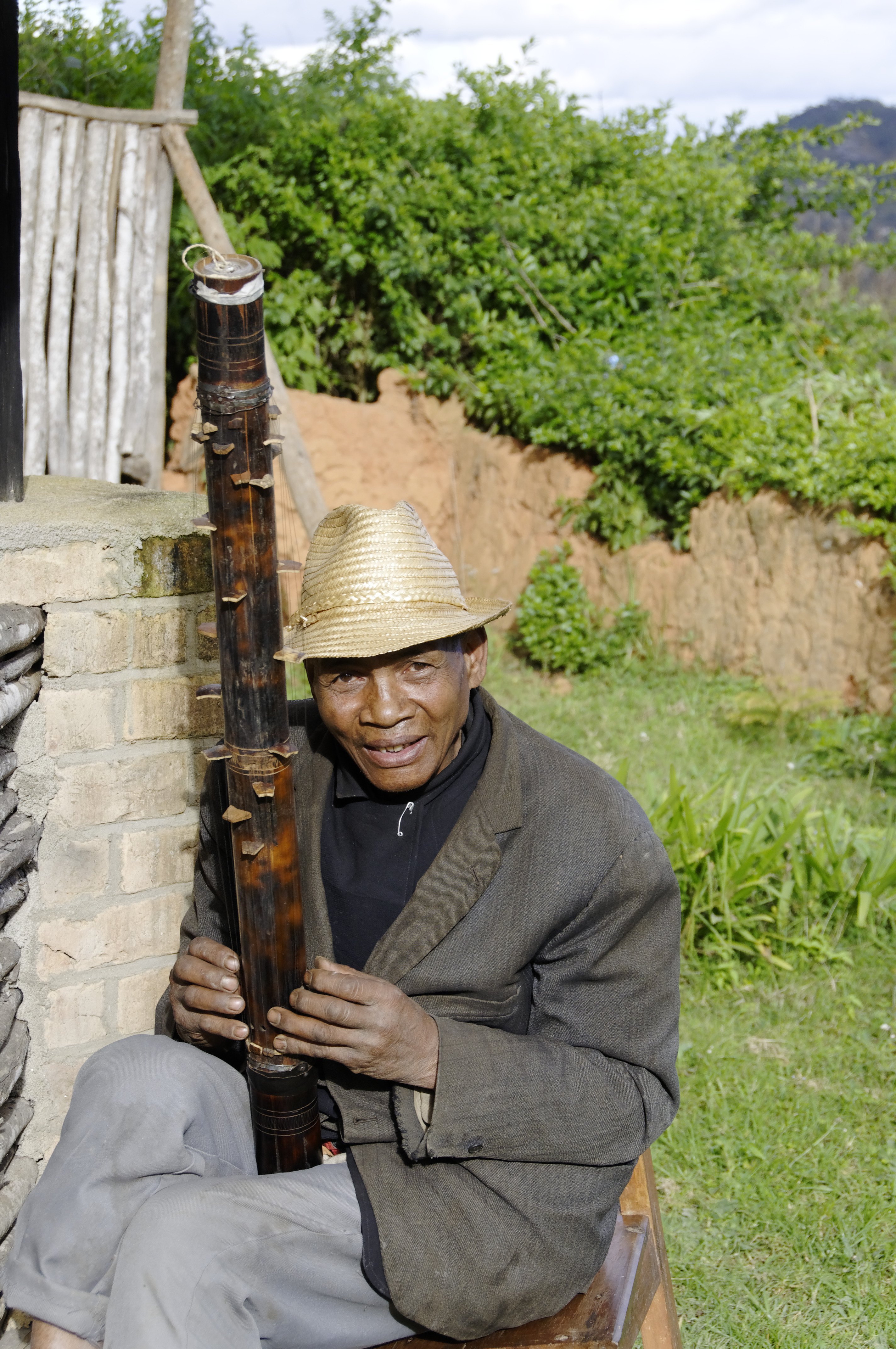
Valiha-Spieler im zentralen südlichen Bergland

Bei älteren Bauarten valiha-volo torotenany sind die Tonhöhen durch kleine Hölzchen gegeben, die zwischen Rohr und Saiten geklemmt werden. Die Saiten bestehen aus dem Bambusrohr selbst, sind also idiochord. Die obere Schicht des Bambusrohrs zwischen zwei Wachstumsknoten wird mit einem Messer in Längsstreifen ausgeschnitten, wobei die Enden am Rohr bleiben und mit Bast oder Lederriemen umwickelt werden. Durch untergeschobene Holzklötzchen werden die Saiten gespannt. Ihre Zahl variiert je nach Durchmesser und Abstand der Bambusringe und kann mehr als 18 betragen. Ein Instrument kann über einen Meter lang sein.
Entlang der Bambusröhre verlaufen bei den neueren Konstruktionen, die valiha-volo oder valiha jihy vihy genannt werden, Metallsaiten über verschiebbare Brücken. Instrumente mit Saiten aus anderem Material werden heterochord genannt. Die valiha ist mit folkloristischen Motiven verziert und wird üblicherweise mit den Fingernägeln gespielt.
Von der Stimmung werden drei Instrumente unterschieden: eine pentatonische, eine diatonische (valiha lalabdava) und eine chromatische valiha. In Madagaskar wird die valiha sowohl bei Familienfesten als auch bei religiösen Zeremonien gespielt. Das Instrument wird dabei entweder zwischen den Beinen oder unter dem Arm gehalten und mit beiden Händen gezupft.
Die valiha kann alle anderen Instrumente begleiten, aber auch solo gespielt werden. Sie findet Verwendung in traditioneller Volksmusik, aber auch in moderner madagassischer Musik.

## Verbreitung
Die Ursprünge der Bambusröhrenzithern liegen in den südostasiatischen Ländern Indonesien, Malaysia, Philippinen und Vietnam. Von besonderer musikgeschichtlicher Bedeutung ist die sasando, das alte Nationalinstrument der indonesischen Insel Roti. Es ist eine heterochorde Bambuszither mit 10 bis 36 oder mehr Metallsaiten. Idiochorde Bambusröhrenzithern, die mit Stöckchen geschlagen als Perkussionsinstrument eingesetzt werden, sind die chigring der Garo im Nordosten Indiens und die gintang im dortigen Bundesstaat Assam.
Vollröhrenzithern kommen auf dem afrikanischen Festland nicht vor. Zu den seltenen Halbröhrenzithern im südlichen Afrika gehören die heute obsolete tshidzholo, deren Saitenträger häufig aus einem halbierten Bambusabschnitt besteht und die segankuru. Ihre aus einem Holzstab herausgeschnittene Rinne stellt den Übergang zu den vor allem in Ostafrika verbreiteten Schalenzithern dar.

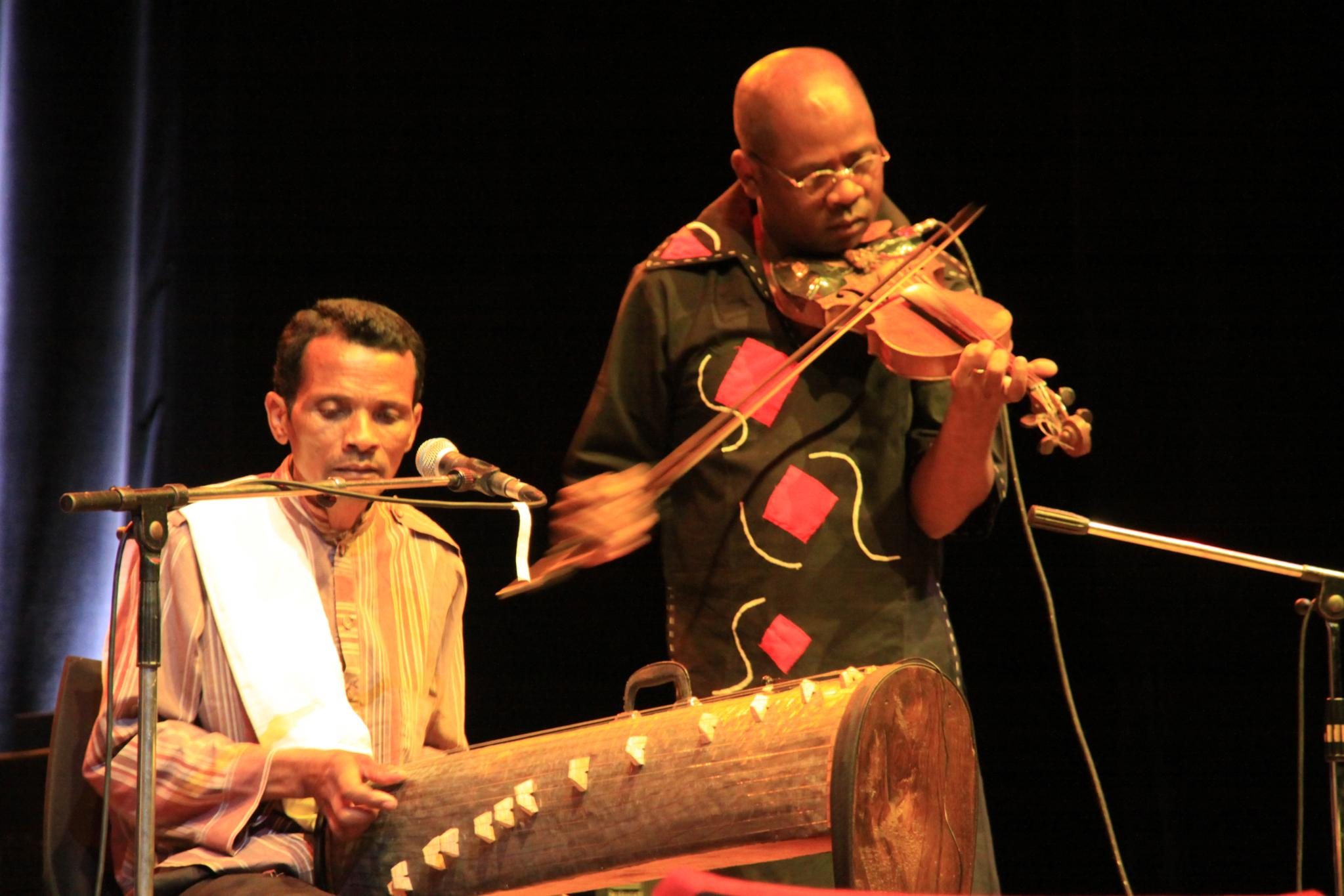
Kastenzither marovany

Aus der relativ leisen Bambuszither entstand auf Madagaskar eine größere und lautere Kastenzither mit einem rechteckigen oder runden Korpus, die allgemein marovany oder valiha und um Morondava salegy genannt wird. Zithern mit rundem Korpus sind an einer Hälfte und rechteckige Kastenzithern an den Breitseiten mit Saiten bespannt, sodass sie mit beiden Händen gezupft werden können. Eine ähnliche rechteckige Kastenzither auf den Komoren heißt ndzedze (Swahili, sprachverwandt mit zeze).

## Diskografie
- Valiha. Klingender Bambus. Madagaskar 3. CD bei Feuer und Eis, FUEC 712, 1992